# Otto Riemer
Otto Riemer (ur. 19 maja 1897 w Rastatt, data śmierci nieznana) – zbrodniarz nazistowski, członek załogi niemieckiego obozu koncentracyjnego Mauthausen-Gusen i SS-Obersturmführer.
Brał udział w I wojnie światowej i został nawet odznaczony za męstwo. Członek NSDAP (nr legitymacji partyjnej 552630) i SS (nr identyfikacyjny 13599). W latach 1942–1944 pełnił służbę w kompleksie obozowym Mauthausen-Gusen. Początkowo przydzielono go do komendantury podobozu Gusen I. Z początkiem 1944 Riemer został trzecim z kolei komendantem podobozu Ebensee. Był prawdziwym postrachem więźniów, których nieustannie maltretował, zwykle będąc pod wpływem alkoholu. Osobiście mordował i torturował więźniów na najbardziej nawet wyrafinowane sposoby. Szczuł ich także dogiem niemieckim, z którym niemal się nie rozstawał.
23 maja 1944 został odwołany ze stanowiska. Powodem tego był incydent, który miał miejsce wieczorem 18 maja 1944. Riemer, będąc w stanie upojenia alkoholowego, urządził wraz z innymi esesmanami polowanie na więźniów, którzy nie znajdowali się jeszcze w barakach. Zastrzelono wówczas ośmiu więźniów, kilkunastu innych zostało rannych. Więźniowie ci byli zatrudnieni przez jedną z niemieckich firm, która złożyła oficjalną skargę na zachowanie Riemera. Po odwołaniu ze stanowiska komendanta Ebensee, skierowano go do obozu głównego Mauthausen, gdzie pełnił służbę jako kierownik poczty. O jego powojennym losie nic nie wiadomo.